# 得信佳集團
得信佳集團有限公司，簡稱得信佳集團，以及得信佳（英語：Tricom Holdings Limited，港交所除牌時1186.HK），在1979年在香港成立一家當時經營電信設備製造商。
該公司前身為「群山企業有限公司」、「得信佳系統有限公司」，以及「第一太平電信有限公司」。而該股份曾在1994年10月18日於香港交易所主板上市，但在1997年當時印尼財團金光集團旗下的中策集團有限公司入主，其後在1999年5月，李澤楷以盈科拓展部分資產以及數碼港發展權注入，之後在8月13日起，更名為盈科數碼動力有限公司（電訊盈科有限公司（港交所：0008）前身）。

## 連結
- PCCW.com （页面存档备份，存于）